# Elaphoglossum puberulentum
Elaphoglossum puberulentum är en träjonväxtart som beskrevs av M. Kessler och Mickel. Elaphoglossum puberulentum ingår i släktet Elaphoglossum och familjen Dryopteridaceae. Inga underarter finns listade.